# Мария Стоянова (журналистка)
Мария Стоянова е българска журналистка, член на Съвета за електронни медии за мандат 2012 г. – 2018 година.

## Биография
Мария Стоянова е завършила 91-ва немска езикова гимназия „Проф. Константин Гълъбов“ в град София. През 1997 г. се дипломира в Софийския университет „Св. Климент Охридски“, с магистърска степен по педагогика. През 2000 г., абсолвира със степен Master of advanced studies за преса, радио и телевизия в Европейската журналистическа академия на Дунавския университет, Австрия.
През август 2003 г. става част от екипа на Българската национална телевизия (БНТ), а през февруари 2004 г. оглавява кореспондентския пункт на БНТ в Берлин.
Автор е на седем документални филма по външнополитически теми.
От 2000 до 2001 г. специализира в Германския Бундестаг като сътрудник на дългогодишния му председател Рита Зюсмут и на бившия министър във втория кабинет на Ангела Меркел, Дирк Нийбел.
В най-големия европейски автомобилен концерн „Фолксваген“ Мария Стоянова специализира връзки с обществеността. Член на журито на 17-и Международен филмов фестивал в Хамбург.
През 2012 г. тогавашният президент Росен Плевнелиев назначава Стоянова за член на Съвета за електронни медии. През 2016 г. оглавява СЕМ след приключването на мандата на Георги Лозанов.  Собственият ѝ мандат изтича през 2018 година. 
След работата и в регулатора, се връща отново в БНТ и повторно оглавява кореспондентския пункт в Берлин.  Година по-късно, пунктът е затворен, а Стоянова вече няма договор с обществената телевизия. 